# Million Dollar Baby (chanson)
Pour les articles homonymes, voir Million Dollar Baby (homonymie).
Albums de Ava Max
Heaven and Hell
Singles de Ava Max
Maybe You're The Problem
(2022) Weapons
(2022)
Clip vidéo
[vidéo] « Million Dollar Baby », sur YouTube
Million Dollar Baby est une chanson de la chanteuse américaine Ava Max, sortie le 1er septembre 2022, via Atlantic Records en tant que deuxième single de son deuxième album studio à venir Diamonds & Dancefloors (2023). La chanson a été écrite par Max, Jessica Agombar, Michael Pollack et les producteurs David Stewart, Cirkut et Peter Rycroft (crédité comme Lostboy). La chanson présente des samples de Can't Fight the Moonlight de LeAnn Rimes, pour laquelle Diane Warren est créditée en tant que compositrice.

## Sortie et composition
Million Dollar Baby est sorti en tant que deuxième single du deuxième album studio de Max Diamonds & Dancefloors le 1er septembre 2022. La chanson a été écrite par Max, Jessica Agombar, Michael Pollack et les producteurs David Stewart, Cirkut et Peter Rycroft (crédité comme Lostboy), ainsi que Diane Warren et le dj italien Verrigni en raison d'un sample. La pochette de la chanson a été révélée par Max sur ses réseaux sociaux le 26 août 2022 et présente la chanteuse assise au sommet d'une voiture de sport grise.
Musicalement, Million Dollar Baby est une chanson dance-pop, inspirée de la musique des années 1980. La chanson sample de la mélodie de Can't Fight the Moonlight de LeAnn Rimes dans le refrain. Au niveau des paroles, Max a déclaré que le disque provenait d'une « période vraiment difficile dans [sa] vie », créant le titre comme un rappel de sa propre valeur et les paroles « pour montrer que vous pouvez surmonter et réaliser n'importe quoi quand vous mettez votre esprit à elle ».
La chanteuse a souligné la phrase « Elle s'est libérée de ses chaînes, a transformé le feu en pluie » comme une représentation du voyage de la chanson, « de se sentir alourdi par la tristesse pour se libérer et se sentir à nouveau [elle] elle-même ».

## Promotion
Avant la sortie de la chanson, Max a fait une série de vidéos sur TikTok avec elle-même et LeAnn Rimes dansant à la fois sur Million Dollar Baby et Can't Fight the Moonlight de Rimes, recréant le film de 2000 Coyote Ugly.
Aux États-Unis, Ava est également apparue dans une publicité télévisée en partenariat avec la marque de chewing-gum Extra, qui qualifie la sortie de Million Dollar Baby de « très attendue ».

## Réception
Pour KIIS-FM, Rebekah Gonzalez a décrit la chanson comme un « hymne pop sensuel » et « paré pour le dancefloor », déclarant que « Si vous cherchez toujours votre chanson de l'été, c'est peut-être celle-ci ».

## Clip vidéo
Le clip de Million Dollar Baby a été teasé pour la première fois par Ava sur ses réseaux sociaux le 31 août 2022. Il a été réalisé par Andrew Donoho et sorti le même jour que la chanson (soit le 1er septembre). Max arbore des cheveux bruns pour le début de la vidéo. La vidéo montre Max entrant dans un club intitulé comme son futur album, Diamonds & Dancefloors, et se retrouve face à une version blonde d'elle-même se produisant sur scène. Quelques instants plus tard, elle retire un couteau de sa poitrine et suit la « Ava blonde » dans plusieurs pièces. A la fin du clip, c'est comme si les deux versions de la chanteuse ne faisait plus qu'une, celle aux cheveux bruns, et se retrouve sur scène pour danser et se désintègre à la cloture du clip.

## Crédits et personnel

### Samples
- Contient des éléments audio de Can't Fight the Moonlight, écrite par Diane Warren et interprétée par LeAnn Rimes.

### Personnel
Générique adapté de Tidal.
- Amanda Ava Koci – chant, composition
- Henri Walter – composition, production, programmation
- David Stuart – composition, production, programmation
- Garçon perdu – composition, production
- Jessica Agombar – composition
- Michel Pollack – composition
- Tom Norris – mixeur
- Chris Gehringer – masterisation

## Historique des sorties
| Région | Date               | Format(s)                            | Label    |
| ------ | ------------------ | ------------------------------------ | -------- |
| Divers | 1er septembre 2022 | - Téléchargement digital - streaming | Atlantic |